# Femme fatale
Pour les articles homonymes, voir Femme fatale (homonymie).
 (mars 2017).

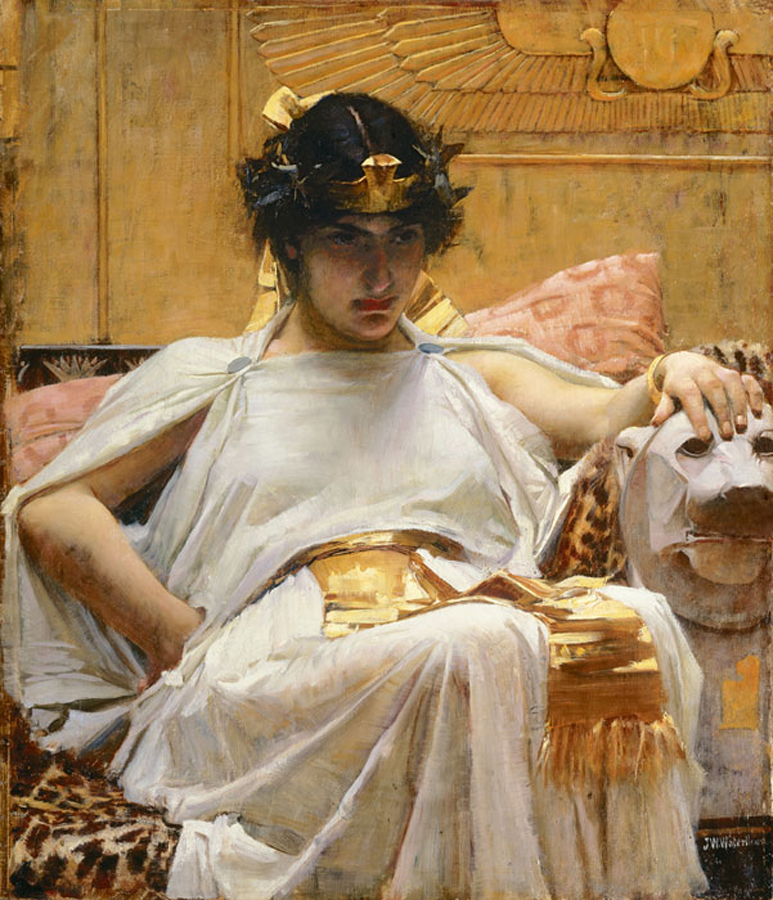
La reine Cléopâtre, parvenue à séduire Jules César et Marc Antoine, est une incarnation habituelle de la femme fatale dans la culture.

Une femme fatale est un personnage type dans la mythologie, la littérature, la peinture, le théâtre et le cinéma qui utilise son charme pour séduire et piéger un héros malchanceux. Elle est souvent représentée comme une femme très féminine, cultivée, intelligente et séductrice. En plus de la séduction, elle utilise généralement le mensonge, la manipulation, le chantage ou la contrainte pour arriver à ses fins. Les représentations artistiques d'Hélène de Troie, de Dalila, de Salomé, de la Fée Morgane, de Cléopâtre ou encore de Mata Hari sont des incarnations habituelles de la femme fatale.
Elle peut aussi être (ou prétendre être) une victime, aux prises avec une situation à laquelle elle ne peut échapper ; les personnages de Rita Hayworth dans La Dame de Shanghai (1947), ou de Kathie interprété par Jane Greer dans La Griffe du Passé (1947), films "Noir" par excellence en donnent un terrible exemple. Leurs armes de prédilection sont le poison ou le poignard.
Bien que typiquement dans le camp du mal, les femmes fatales ont aussi incarné des antihéroïnes dans certaines histoires, ou se repentent pour devenir des héroïnes à la fin du récit. Dans la vie sociale, la femme fatale torture son amant dans une relation déséquilibrée, en ne formulant jamais la confirmation de ses sentiments. Elle le pousse tellement à bout qu'il devient incapable de prendre des décisions rationnelles.

## Histoire

### Mythologie

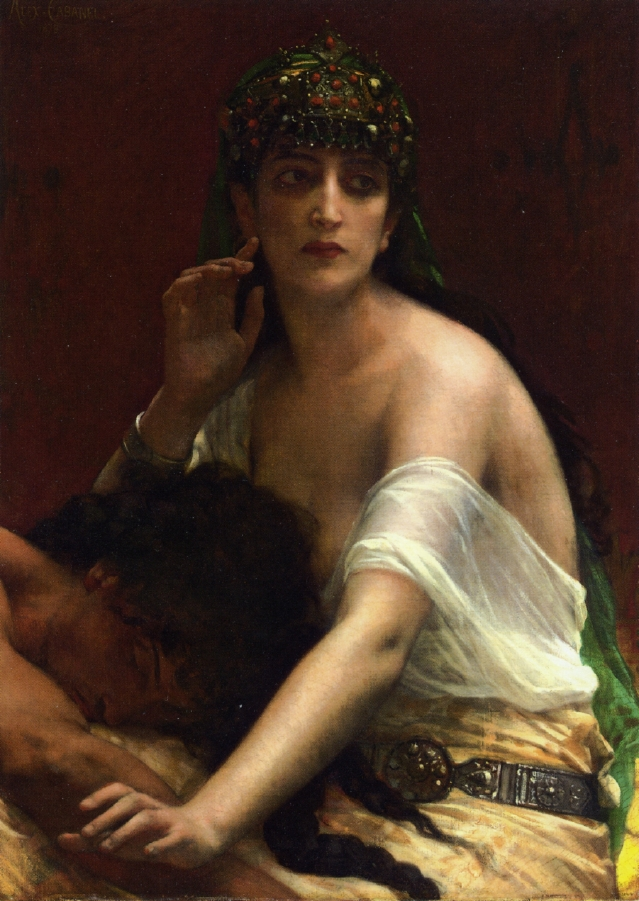
Dalila, figure de la femme fatale majeure dans la Bible, ayant trahi Samson.

L'archétype de la femme fatale existe dans les mythes et le folklore de nombreuses cultures à tous les âges. Les premiers exemples sont Ishtar, la déesse sumérienne, et Ève, Dalila, et Salomé dans la bible hébraïque. Dans la littérature de la Grèce antique, la femme fatale est incarnée par Aphrodite, la sirène, le Sphinx, Scylla, Circé, Lamia, Hélène de Troie, et Clytemnestre. Puis vient la figure historique Cléopâtre, reine d'Égypte, avec sa capacité à séduire les hommes puissants de Rome. La propagande romaine attaqua Cléopâtre, considérée comme une femme fatale ; de fait, elle devint l'archétype de légende des dangers inhérents à la femme puissante et exotique.
La femme fatale est également un personnage présent dans la culture asiatique. Dans la mythologie chinoise, certaines concubines (telle l'historique Yang Guifei) ont été accusées d'être partiellement responsables de l'affaiblissement et de la chute des dynasties, en séduisant des hommes de pouvoir amenés à négliger leurs devoirs et à modifier leur testament à leur bénéfice.

### Des récits médiévaux auXIXesiècle
Au Moyen Âge, l'idée de la dangerosité de la séduction féminine, originellement incarnée par Ève, était courante dans les récits médiévaux sous les traits de l'enchanteresse séduisante et maléfique, comme la fée Morgane.
En littérature, on peut citer également la marquise de Merteuil dans Les Liaisons dangereuses de Laclos (1782), très manipulatrice, Milady de Winter dans Les Trois Mousquetaires (1844) d'Alexandre Dumas, Carmen dans l'œuvre homonyme de Prosper Mérimée (1845), et Concha dans La Femme et le Pantin de P. Louÿs (1898). Dans Elle, roman d'Henry Rider Haggard (1887), Ayesha est une reine qui a acquis la jeunesse éternelle en traversant une colonne de flamme, qui voit dans un des personnages principaux la réincarnation de son amant d'autrefois.

### Dans l'imagerie duXXesiècle

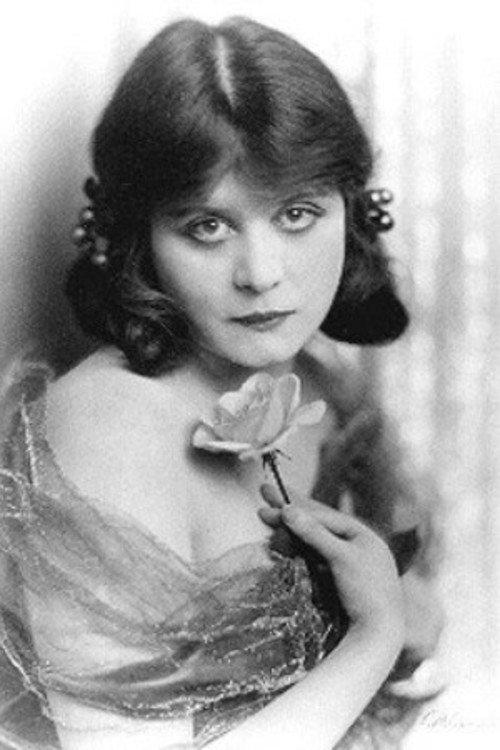
L'actrice Theda Bara définit le mot « vamp » dans le film Embrasse-moi, idiot (1915).

La femme fatale a été représentée comme une vampire dont les charmes consomment la virilité et l'esprit d'indépendance de leurs amants, ne laissant que leurs enveloppes charnelles vides. Rudyard Kipling fut inspiré par la peinture d'une vampire de Philip Burne-Jones, une image typique de l'époque (1897), pour écrire son poème The Vampire. Le poème inspiré le film éponyme de Robert G. Vignola en 1913, considéré comme le premier film reconnu sur la femme fatale,. La protagoniste Alice Hollister fut souvent citée comme la « vampiress originale » à l'époque,,. À l'instar des autres œuvres de Kipling, le poème fut très populaire et son refrain : « A fool there was… », décrivant un homme séduit, devint le titre original du film Embrasse-moi, idiot (A Fool There Was) de 1915 qui fit de Theda Bara une grande star. Le poème servit pour la promotion du film. À partir de là, dans l'argot américain, la femme fatale est appelée « vamp », abréviation de « vampiress ».
Pierre Benoit, dans son roman L'Atlantide (1919), présente la reine atlante Antinéa, multipliant les amants, qu'elle tue ensuite pour les "momifier" et les exposer dans des niches d'une vaste salle ronde, afin de se venger des hommes.
Pour le public américain, la femme fatale venait souvent de l'étranger, avec des ancêtres d'un pays indéterminé de l'Europe de l'Est ou de l'Asie. Elle incarnait l'antithèse des actrices comme Lillian Gish ou Mary Pickford. Hormis Theda Bara, les plus célèbres vamps du cinéma muet étaient Helen Gardner, Louise Glaum, Hedy Lamarr, Musidora, Nita Naldi, Pola Negri, et dans ses premiers rôles, Myrna Loy.
La chanson définitive sur ce thème est Femme Fatale du Velvet Underground interprétée par Nico et écrite par Lou Reed.
La collaboration artistique entre le cinéaste Josef von Sternberg et l'actrice allemande Marlene Dietrich entre 1929 et 1935, et notamment les rôles de cette dernière dans L'Ange bleu, Shanghaï Express et La Femme et le Pantin (le titre est on ne peut plus clair), illustrent une forme d'apogée de la femme fatale, transcendée par le mythe Marlene que ces films contribuent à construire et que l'actrice va s'atteler à entretenir tout au long de sa vie[réf. nécessaire].

« Après Lola-Lola, Marlene restera l'image parfaite de la femme fatale : mystérieuse et indomptable, sculptée par la lumière, dans le nuage irréel de la fumée de sa cigarette. On la suivrait au bout du monde... Dans son sillage, les personnes les plus sérieuses et les plus dignes deviennent des petits enfants. »

— Vincent Pinel

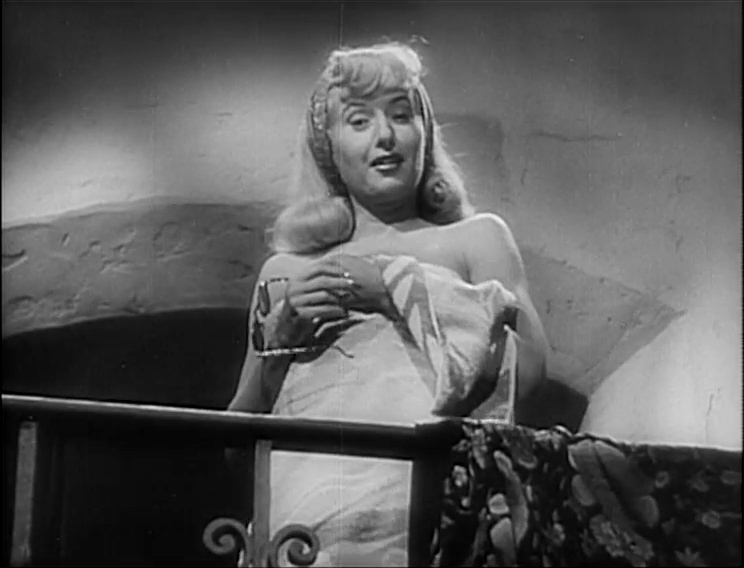
Barbara Stanwyck dans Assurance sur la mort.
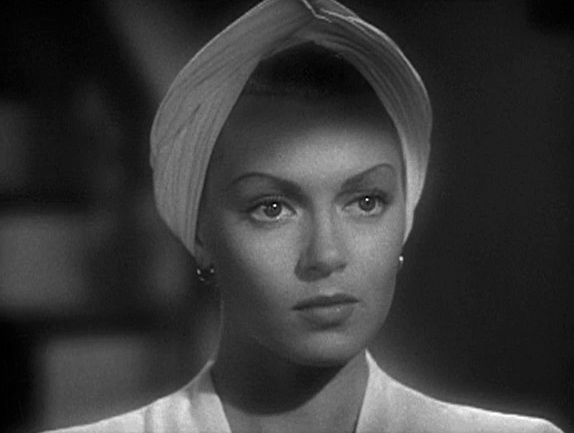
Lana Turner dans Le facteur sonne toujours deux fois.
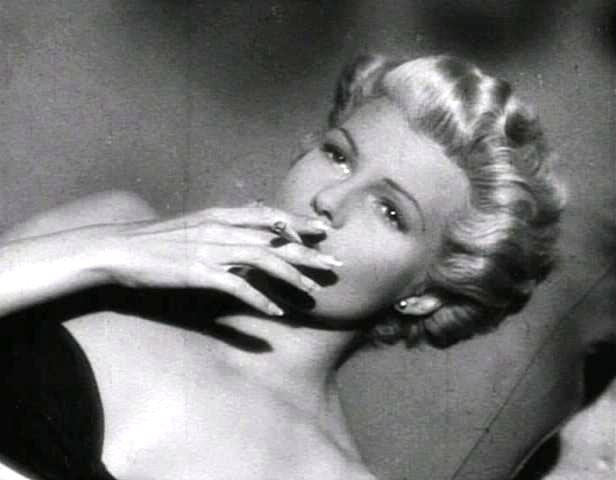
Rita Hayworth dans La Dame de Shanghaï.
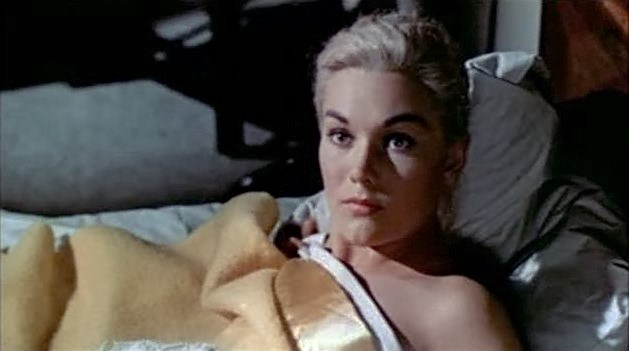
Kim Novak dans Sueurs froides.
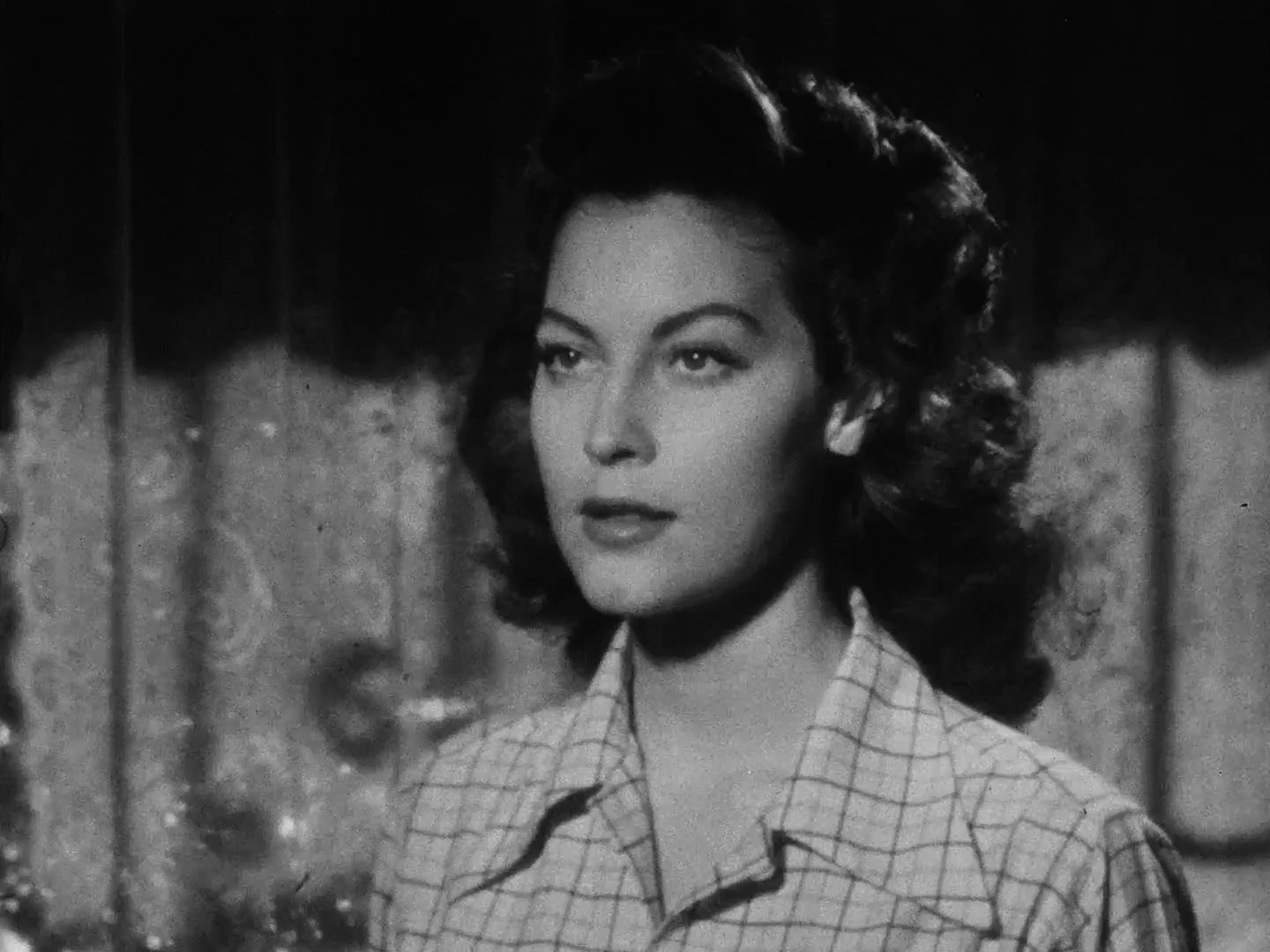
Ava Gardner dans Les Tueurs.
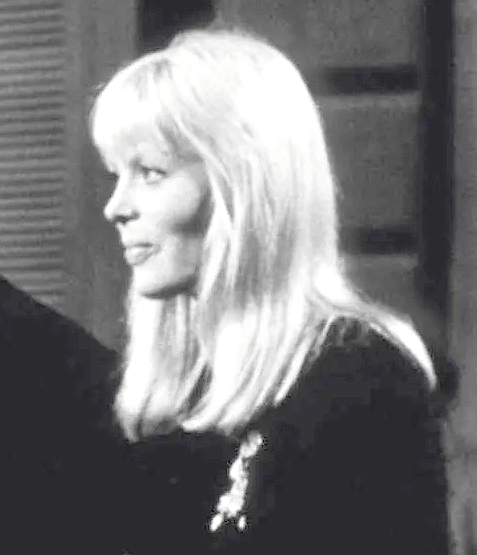
Nico en 1959

## L'homme fatal
Les hommes aux qualités similaires pourraient être Don Juan, Heathcliff dans Les Hauts de Hurlevent, la plupart des héros des livres de Lord Byron, aussi bien que les personnages suivants : Billy Budd, le Comte Dracula, Tadzio dans La Mort à Venise, Harthouse dans Les Temps difficiles de Charles Dickens, Georges Querelle dans Querelle de Brest de Jean Genet, James Bond de Ian Fleming, Tom Ripley dans les romans de Patricia Highsmith, ainsi que Georges Duroy dans le roman Bel-Ami (1885) de Guy de Maupassant.